# Cornélie Wouters de Vassé
Cornélie Wouters de Vassé, née le 14 octobre 1737 à Bruxelles et morte le 3 avril 1802 à Paris, dite baronne de Vassé, est une femme de lettres et une traductrice belge du XVIIIe siècle.

## Biographie
Née le 14 octobre 1737 dans la paroisse Notre-Dame du Finistère à Bruxelles, Cornélie-Pétronille-Bénédicte Wouters de Vassé est l'aînée des sept enfants de Jacques Corneille et Catherine Marguerite Wouters (née Charlier). Elle épouse jeune le baron de Vassé et ils voyagent ensemble en Europe.
Après la mort de son mari, elle s'installe à Paris et commence à écrire et traduire de manière prolifique « pour vivre » et tient salon. En 1787, elle vit 6 rue Saint Apolline.
Elle rencontre un certain succès notamment avec ses contes, qui sont réédités avant la Révolution française. C'est également le cas pour ses traductions de l'anglais, romans et ouvrages de morale, où elle revendique davantage de liberté et d'autorité pour les femmes. Parmi ses engagements se trouvent la lutte pour la justice sociale et un cosmopolitisme pacifique, ainsi que la défense des Juifs pour lesquels elle produit un pamphlet pour leur défense et l'acquisition de droits civiques et politiques complets devant l'Assemblée constituante.
Elle a comme collaboratrice régulière sa sœur Marie Thérèse Wouters qui l'aide à traduire les ouvrages de l'anglais comme The British Plutarch by Thomas Mortimer (en).
La Révolution française lui fait connaître des difficultés financières et elle perd notamment l'accès à ses biens en Angleterre et en Allemagne.
Elle meurt à Paris le 3 avril 1802 à l'âge de 64 ans.

## Réception
Cornélie Wouters de Vassé connaît le succès de son vivant. Elle commence à être oubliée au XIXe siècle où elle est assimilée à des ouvrages sentimentaux et scandaleux (Les Aveux d'une femme galante est censuré en 1859). Au XXe siècle, elle n'apparaît que dans des notes et catalogues épars.

## Œuvres[7]

### Romans, pamphlet, contes
- Les Aveux d'une femme galante, ou Lettres de madame la marquise de ***, à myladi Fanny Stapelton, Paris, Veuve Ballard & fils, 1782

- L’Art de corriger et de rendre les hommes constans, Londres, Veuve Ballard, 1783    (Wikisource)
- Le Nouveau Continent (conte philosophique), Paris, Veuve Ballard & fils, 1783.
- Le Char volant, et Relation d'un voyage dans la lune, Paris, Veuve Ballard & fils, 1783 : conte philosophique
- Mémoire à l'Assemblée nationale pour démontrer aux François les raisons qui doivent les déterminer à admettre les juifs indistinctement aux droits de citoyens, Paris, Baudouin, 1790
- Les Constitutions des empires, royaumes et républiques de l'Europe, avec un Précis de leurs finances, dettes nationales, ressources, commerce, etc. (ouvrage périodique commencé en 1790 et attribué à Cornélie Wouters par certains dictionnaires; introuvable), 1790 (?)
- La Famille émigrée, ou le procédé généreux, Comédie en un acte, en prose, Nivelles, Plon, 1793
- La Belle Indienne, ou les Aventures de la petite-fille du grand Mogol, Paris, Lepetit, 1798
- La Nature dévoilée, ou Précis d'histoire naturelle, à l'usage des Dames, environ 1790-1802

### De ses traductions
- avec Marie Thérèse Wouters, Traduction du théâtre anglois depuis l’origine des spectacles jusqu’à nos jours, divisée en trois époques, Paris, Couturier, 12 vol., 1784–1787

- avec Marie Thérèse Wouters, La Vie des hommes illustres d’Angleterre, d’Écosse et d’Irlande, ou le Plutarque anglois, Paris, 1785-1787, tiré du British Plutarch de Thomas Mortimer

- Les Imprudences de la jeunesse [trad. de Juvenile Indiscretions de Fanny Burney], Paris, Buisson, 1788
- Le Mariage platonique [trad. de Platonic Marriage de Mrs. H. Cartwright], Amsterdam, Maradan, 1789
- Essai sur l'oxigène, ou les Progrès de la chimie [trad. d'un texte du Dr Watson, évêque de Landaff], environ 1790-1802